# Passage des Fours-à-Chaux
Le passage des Fours-à-Chaux est une voie du 19e arrondissement de Paris, en France.

## Situation et accès
Le passage des Fours-à-Chaux est situé dans le 19e arrondissement de Paris. Il débute au 117, avenue Simon-Bolivar et se termine en impasse.

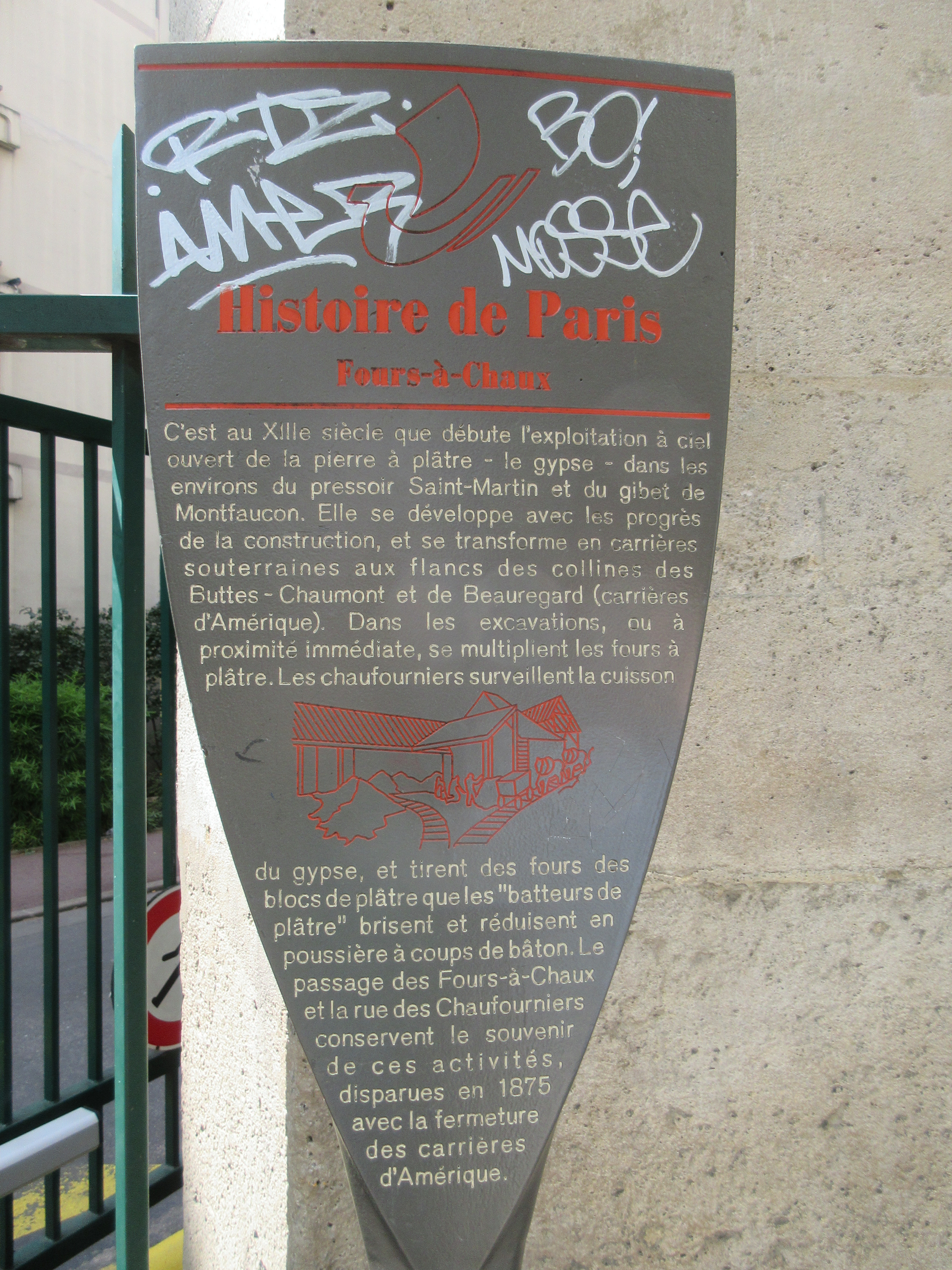
Panneau Histoire de Paris
« Fours-à-Chaux »

## Origine du nom
Elle porte ce nom car elle conduisait, initialement, à des fours à chaux. 

## Historique
C'est au XIIIe siècle que débute l'exploitation à ciel ouvert de la pierre de plâtre, le gypse, dans les environs du pressoir Saint-Martin et du gibet de Montfaucon. Elle se développe et se transforme en carrières souterraines sur les flancs des collines des Buttes-Chaumont et de Beauregard (carrières d'Amérique). Dans les excavations ou à proximité immédiate, les fours à plâtre se multiplient. Les chaufourniers surveillent la cuisson du gypse, et tirent des fours des blocs  de plâtre que les batteurs de plâtre, chargés d'écraser et de réduire en poussière le plâtre après cuisson. Les fours à chaux ont disparu en 1875 avec la fermeture des carrières d'Amérique.  
Cette voie tracée sur le cadastre de la commune de Belleville dressé en 1812 a porté les noms de « chemin des Fours-à-Chaux » et de « passage des Carrières ». 
Elle prend sa dénomination actuelle par un arrêté du 1er février 1877 et est classée dans la voirie parisienne par un arrêté municipal du 18 mai 1990.

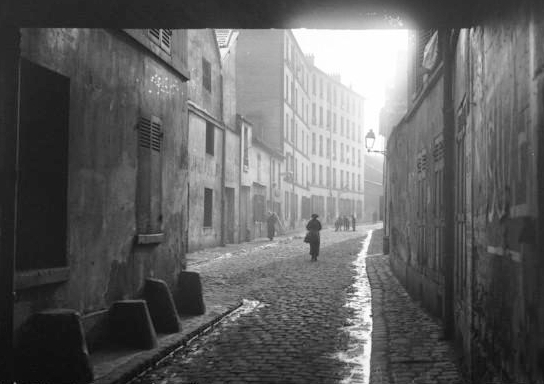
Passage des Fours-à-Chaux en 1913.

Le tronçon qui débouchait rue de Meaux a été supprimé en 1972 lors de la reconstruction de l'îlot.